# Hugo II van Sint-Omaars
Hugo II van Sint-Omaars ook wel Hugo II van Tiberias (ca. 1134 - 1204) was vorst van Galilea, maar doordat de Ajjoebiden zijn landgoed hadden veroverd was hij voornamelijk titulair vorst.
Hij was een zoon van Walter van Sint-Omaars en Eschiva van Bures. Nadat zijn vader overleed rond 1174 hertrouwde zijn moeder Eschiva met Raymond III van Tripoli, die door het huwelijk het vorstendom overnam. Hugo was present bij de Slag bij Hattin op 4 juli 1187, en wist als een van de weinige edelen te ontsnappen, wel werd daarbij zijn toekomstig grondgebied ingenomen.
Hugo huwde met een dochter van Balian van Ibelin, Margretha van Ibelin, het huwelijk bleef zonder kinderen. Zijn jongere broer Rudolf van Sint-Omaars volgde hem op in 1204.